# Świdry ogniowe

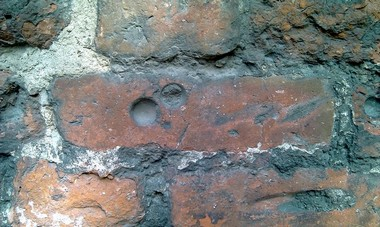
Dołki pokutne (świdry ogniowe)

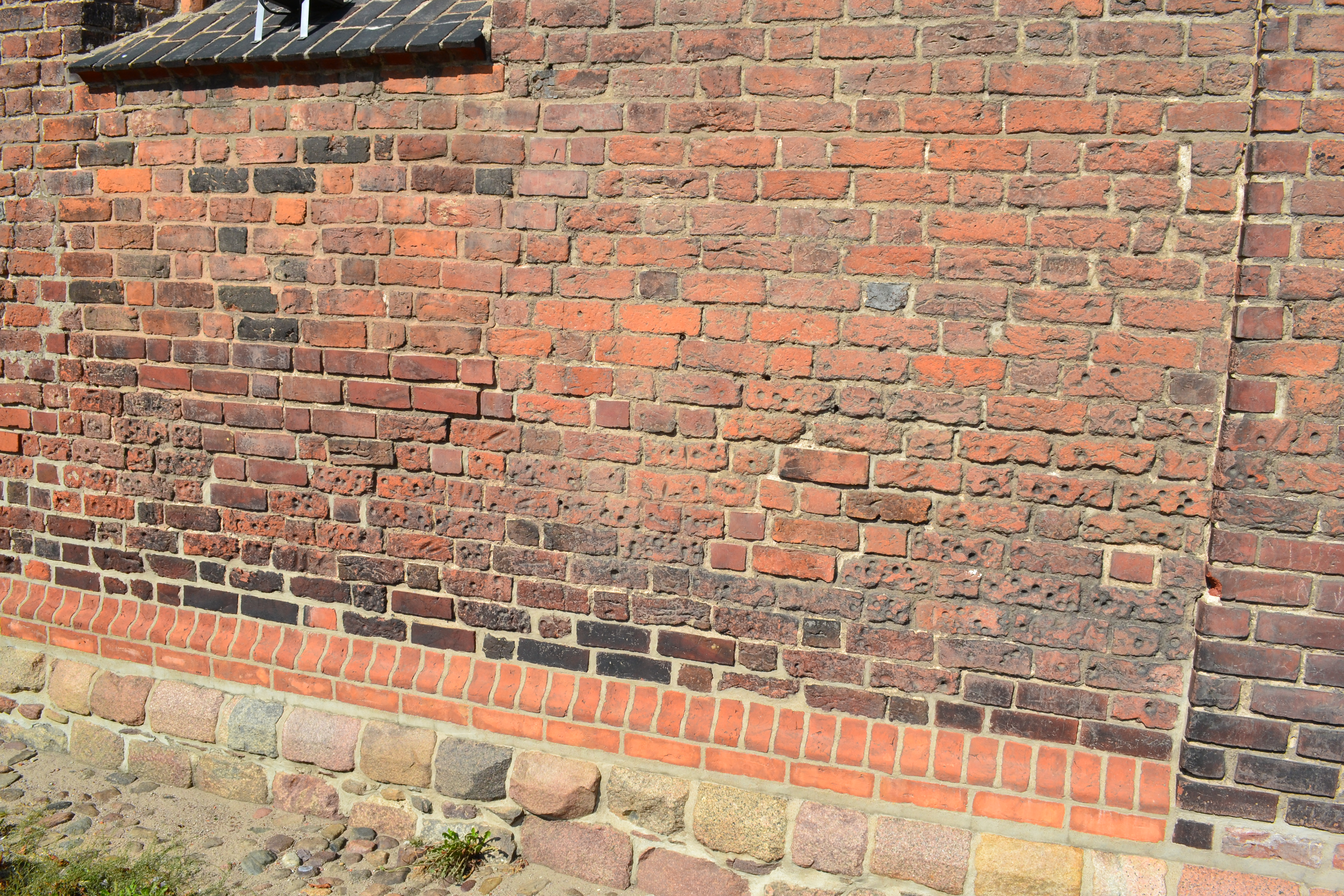
Liczne ślady użycia świdra ogniowego na ścianie Katedry w Gorzowie Wielkopolskim

Świdry ogniowe, dołki pokutne – okrągłe znaki w kształcie dołków na cegłach gotyckich świątyń powstałe w XIII–XV w. 

## Charakterystyka
W Polsce występują od granicy zachodniej (Kamień Pomorski, Gubin) do Łowicza, oraz od wybrzeża bałtyckiego do północnego pogranicza śląskiego. Najwięcej dołków pokutnych występuje na świątyniach na Pomorzu Gdańskim i Przednim, Warmii i w Wielkopolsce. Poza Polską występują w Niemczech (na Rugii i w Dolnej Saksonii), Francji, Wielkiej Brytanii i Szwecji. Dołki skoncentrowane są głównie w pobliżu zachodniego portalu oraz na południowej ścianie kościołów.
Z powodu braku przekazów źródłowych istnieje kilka hipotez tłumaczących znaczenie i sposób wykonania tych znaków:
- otwory są wynikiem żłobienia palcem lub monetą przez grzeszników w celu zadośćuczynienia za popełnione czyny,
- wykruszonej ze ściany kościoła i startej na proch cegle przypisywano lecznicze właściwości i używana była przez znachorów,
- dołki powstały w wyniku rozpalania w tradycyjny sposób przy użyciu tzw. świdrów ogniowych „świętego ognia” w Wielką Sobotę[3].

Hipotezę, że ślady na cegłach powstawały w wyniku rozpalania ognia uznaje się za najbardziej prawdopodobną. Zwyczaj rytualnego krzesania ognia występował wśród wielu kultur, również wśród Słowian. Pierwotnym sposobem było rozniecenie ognia za pomocą świdra opartego o ścianę chaty, wierzono, że taki ogień jest święty. Po wprowadzeniu chrześcijaństwa zwyczaj ten przeniósł się na rozpalanie świdrem ognia wielkanocnego.
W 1992 roku dokonano inwentaryzacji świdrów ogniowych na katedrze pw. św. Mikołaja w Elblągu, naliczono wówczas 1054 znaki. Jest to najprawdopodobniej największa ilość dołków na jednym obiekcie w Polsce.